# Димитровче (село)
Вижте пояснителната страница за други значения на Димитровче.
Димитровче е село в Южна България. То се намира в община Свиленград, област Хасково. До 1934 година името на селото е Димитри кьой.

## География
В климатично отношение Димитровче и околността му до Свиленград и Харманли спадат към преходносредиземноморска климатична област в България. Температурните условия се характеризират със следните показатели: януарските температури са над нула градуса, с около 2,5 градуса по-високи от тези в Горнотракийската низина (преходната континентална област) юлските температури са също високи, но годишната амплитуда е по-малка в сравнение с тези в преходната континентална област. Свиленградско-Одринската област се приближава към средизимноморския климат, където годишната амплитуда е под 20 градуса. Районът на Димитровче се очертава като един от най-топлите в България, характеризиращ се със сухо и горещо лято и топла и дъждовна зима. Друго благоприятно обстоятелство от селскостопанско гледище тук са редките късни пролетни застудявания и слани или също редките ранни есенни мразове и слани. Свободният от застудявания и слани период през годината е сравнително най-дълъг. В Димитровче няма бързи и крайни промени във времето. Преобладаващите ветрове са северозападните (24,4%), след него са-североизточния (10,8%). Южният вятър е по-рядко явление („бял вятър“, 2,2%), тихото време е 38%. Есента е най-тиха (43,6%), след нея зимата. Средногодишни ясни дни 107,2, мрачни дни 84,9. Валежите през годината в Димитровче показват връзката със средизимноморския климат. Сезонният максимум на валежите в Димитровче е през зимата, през декември – 67 мм/m², а през август - едва 22 мм/m². В Димитровче и специално в долината на Марица са типични гъстите върбови гори и пирамидалната топола, а също и нискорасъл дъб и габър. От полската фауна все още са запазени заекът, яребицата, кекликът и др. Най-голямо стопанско значение има отглеждането на лозя. Лозята дават грозде с голяма захарност.
Трайна е тенденцията за увеличаване на лозовите насаждения в селото, тъй като условията са идеални за отглеждане, както на винени, така и на десертни сортове грозде. Най-голямата гордост на село Димитровче е произвежданото от хората вино. Екологичен продукт, добиван изцяло по естествен път, свързан изцяло с природата и нейните плодове – гроздето. Отглежданите качествени винени сортове са предимно: Мерло и Тракийски Мавруд. От десертните сортове: Велика, Палери и Блейк.

## История
В обобщен списък на джизието на немюсюлманите от селата от вилаета Чирмен за 1626-1627 година е отбелязано село „Димитри с друго име Хайран“ с 3 ханета (домакинства).
При избухването на Балканската война през 1912 година 2 души от Димитри кьой са доброволци в Македоно-одринското опълчение.
Село Димитровче е силно заселено през лятото на 1924 г. от тракийци от Беломорска Тракия. По-голяма част от тези българи са били от Дедеагачка околия. Дедеагачка околия е включвала селата:
Домуздере, Дервент, Доганхисар, Еникьой, Чобанкьой.
Анастас Разбойников в своята книга „Обезбългаряването на Западна Тракия 1919–1924“ описва подробно тежката участ на хората, чиито наследници са днешните жители на село Димитровче.

## Редовни събития
Редовно събитие е Трифон зарезан на 14 февруари.

## Други
Кмет на село Димитровче от 2012 г. е Тонка Димитрова Алексиева.

## Личности
- Георги Фотев (1941), социолог и общественик, министър на науката и образованието (1990-1991).